# Ume (cacciatorpediniere)
L'Ume (梅? lett. "Albicocca") è stato un cacciatorpediniere della Marina imperiale giapponese, quarta unità della classe Matsu. Fu varato nell'aprile 1944 dai cantieri navali Fujinagata, a Osaka.
Appartenente alla 43ª Divisione, operò in compiti di protezione al naviglio mercantile e a importanti scaglioni della flotta da battaglia nel Mar Cinese Meridionale; ebbe anche modo di partecipare a una delle ultime missioni di trasporto truppe a Leyte, prima di subire danni nel porto di Manila. Inviato a Hong Kong per le riparazioni, il 31 gennaio 1945 fu colato a picco a sud di Formosa da bombardieri statunitensi, poco dopo aver abbandonato una missione di recupero personale dalle Filippine.

## Caratteristiche
L'Ume presentava una lunghezza fuori tutto di 100 metri, una larghezza massima di 9,35 metri e un pescaggio di 3,30 metri; il dislocamento a pieno carico ammontava a 1 676 tonnellate. L'apparato motore era formato da due caldaie Kampon, due turbine a ingranaggi a vapore Kampon, due alberi motore con elica: erano erogati 19 000 shp, sufficienti per una velocità massima di 27,75 nodi (52,73 km/h); l'autonomia massima era di 4 680 miglia nautiche a 16 nodi (circa 8 667 chilometri a 30,4 km/h). L'armamento era articolato su tre cannoni Type 89 da 127 mm L/40 in due affusti pressoché scoperti; quattro tubi lanciasiluri da 610 mm raggruppati in un impianto Type 92 e senza ricarica; venti cannoni automatici Type 96 da 25 mm L/60 e due lanciatori Type 94 per bombe di profondità (36 a bordo). Infine erano stati forniti un sonar Type 93 e un radar Type 22. All'entrata in servizio l'equipaggio era formato da 210 uomini.

## Servizio operativo
Il cacciatorpediniere Ume fu ordinato nell'anno fiscale edito dal governo giapponese nel 1944. La sua chiglia fu impostata nel cantiere navale della ditta Fujinagata a Osaka il 1º dicembre 1943 e il varo avvenne il 24 aprile 1944; fu completato il 28 giugno seguente e il comando fu affidato al capitano di corvetta Yoshiharu Ōnishi. Fu immediatamente assegnato all'11ª Squadriglia cacciatorpediniere, dipendente dalla Flotta Combinata e demandata all'addestramento delle nuove unità in tempo di guerra.
Il 15 luglio fu ufficialmente inserito nell'organico della 43ª Divisione cacciatorpediniere con i gemelli Matsu, Momo e Take; il 20 agosto il reparto, privato del Matsu perduto in combattimento un paio di settimane prima, passò agli ordini della 31ª Squadriglia di scorta, a sua volta parte della 5ª Flotta, ma già da luglio era coinvolto in regolari missioni di difesa al traffico navale da e per il Giappone. È molto probabile che risalga a questo periodo l'aggiunta di un radar Type 13 per la ricerca aerea, assicurato all'albero di maestra, e di cinque cannoni Type 96 da 25 mm in postazioni singole. Assieme al Momo, l'Ume partecipò tra il 25 ottobre e il 2 novembre alla scorta delle due portaerei Ryuho e Kaiyo, le quali salparono da Sasebo per trasferire a Kīrun rifornimenti e aeroplani: sia l'andata che il ritorno a Kure si svolsero senza incidenti. Il 9 novembre la 43ª Divisione al completo, i cacciatorpediniere Momo, Ume, Shimotsuki e l'incrociatore leggero contraereo Isuzu (nave ammiraglia della 31ª Squadriglia di scorta) accompagnarono le navi da battaglia ibride Ise e Hyuga alla base di Mako; questa formazione salpò alla volta di Manila, carica di equipaggiamenti, materiali e scorte, ma la sera del 13 novembre l'alto comando la dirottò nella zona fittamente ricoperta di isole a ovest di Palawan, dopo aver appreso dei ripetuti attacchi sul porto dei gruppi imbarcati statunitensi. Qui rimasero, dal 16, le corazzate e alcuni cacciatorpediniere in attesa di navi da trasporto veloci, ma l'Isuzu con il Kuwa, il Momo e il Sugi misero nuovamente la prua sulla città filippina. L'Ume ebbe il nuovo incarico di rafforzare lo schermo difensivo a una parte importante della 2ª Flotta, in ripiegamento dopo la disfatta nella battaglia del Golfo di Leyte, e rimase di pattuglia tra Brunei e Mako fino al 20 novembre. In seguito fu richiamato nelle Filippine e, il 5 dicembre, lasciò il porto di Manila in funzione di nave comando per la scorta del convoglio numero 8 diretto a Ormoc – il porto occidentale di Leyte dove approdavano i rinforzi per la guarnigione, impegnata a combattere contro gli americani. Due giorni più tardi le navi nipponiche subirono un attacco aereo americano e il cacciatorpediniere lamentò danni superficiali. Avarie più serie subì il 15 dicembre, nel corso di un massiccio raid aereo statunitense sugli impianti portuali della capitale filippina, tanto che fu inviato a Hong Kong per le riparazioni.
Scelto dal capitano di vascello Sugama quale propria nave ammiraglia per la 43ª Divisione, tra il 20 e il 29 gennaio 1945 l'Ume completò due viaggi da Hong a Takao, che lasciò il 30 assieme ai cacciatorpediniere Kaede e Shiokaze: avevano l'ordine di raggiungere Aparri, recuperare gli equipaggi aeronautici rimasti laggiù e riportarli al sicuro in territori in mano giapponese. Il giorno successivo, tuttavia, le unità furono avvistate da velivoli statunitensi e la missione fu annullata; l'affrettato rientro alla colonia di Formosa fu segnato da un pesante attacco condotto dalle United States Army Air Forces: l'Ume incassò in rapida sequenza tre bombe da bimotori North American B-25 Mitchell e affondò 20 miglia a sud dell'isola con settantasette cadaveri a bordo (22°30′N 120°00′E); i naufraghi, tra i quali trentasei feriti e i capitani Ōnishi e Sugama, furono soccorsi dallo Shiokaze e fatti sbarcare a Formosa.